# 范想
范想，（1975年—），本名范倍，四川人，中国现代诗人。
范想是《终点》文学网站的创办人以及《终点》诗刊主编，现居四川。